# ミミガー

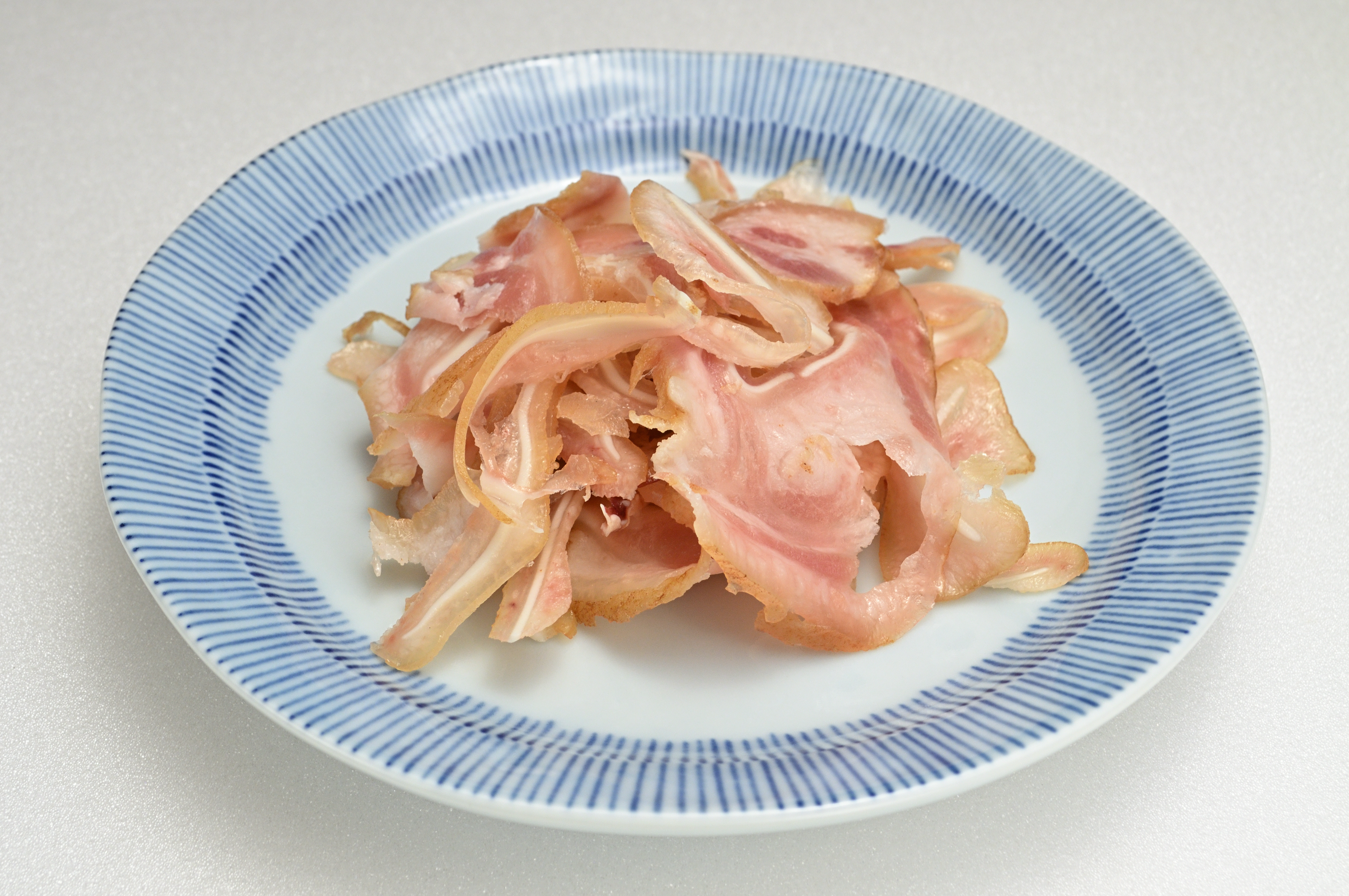
ミミガーの参考画像

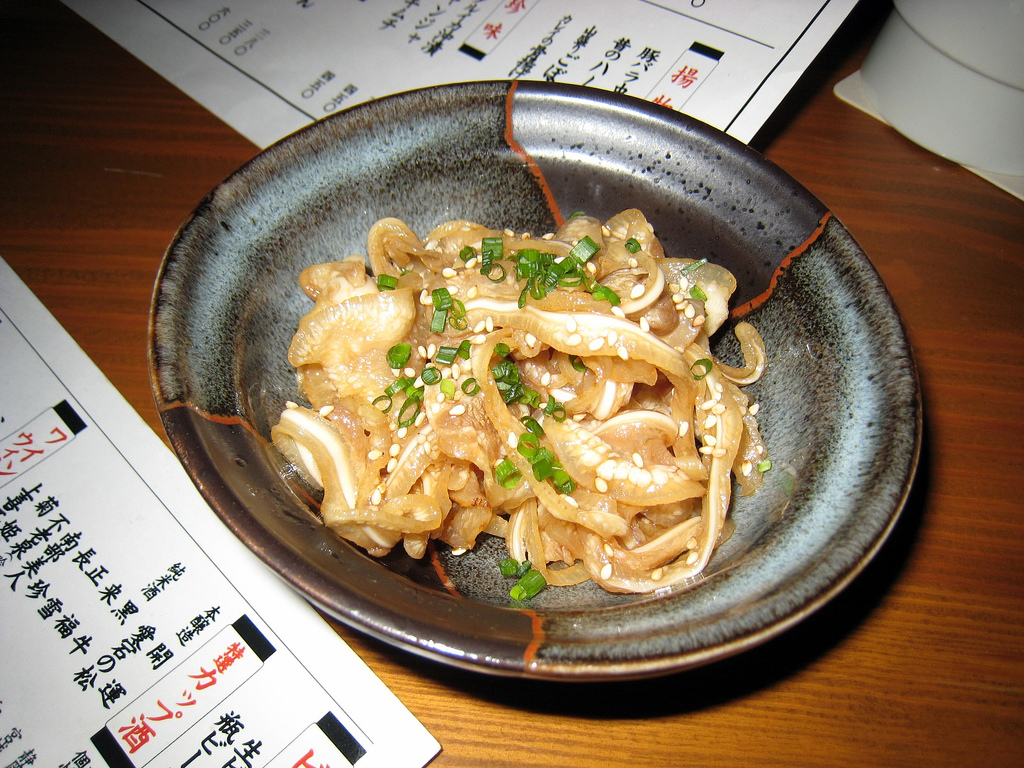
ミミガー料理

ミミガー（耳皮）は主に沖縄で消費される食べ物のひとつで、豚の耳介（いわゆる豚耳）を指す。
中華料理で猪耳と呼ばれているものに相当する。

## 概要
材料は毛を直火で焼いて除去した豚の耳介で、これを茹でるか蒸したものを千切りにする。
酢の物にしたり、ポン酢、酢味噌、ピーナッツ味噌、塩などを付けたりして食べる。
軟骨のコリコリとした、クラゲを硬くしたような食感が特徴。コラーゲンが多く健康や美容に良いとされている。
生ではなく必ず下茹でしてから用いる。下茹でしたものから作られた冷製の和え物は「ミミガーの刺身」とも呼ばれる。
野菜などと一緒に炒めたものを「ミミガーイリチー」という。こりこりした食感で、歯ごたえがあり、また違った風味が味わえる。
燻製にしたものや、ミミガーを乾燥させた「ミミガーチップス」も販売されている。